# Ivan Kružliak
Ivan Kružliak (Bratislava, Eslovaquia - 24 de marzo de 1984) es un árbitro de fútbol eslovaco internacional desde el 2011 y arbitra en la Superliga de Eslovaquia.Forma parte de la UEFA y FIFA. 

## Carrera

### Torneos de selecciones
Ha participado en los siguientes torneos de selecciones nacionales:
- Liga de las Naciones de la UEFA
- Clasificación de UEFA para la Copa Mundial de Fútbol de 2014
- Clasificación para la Eurocopa 2016
- Eurocopa Sub-21 de 2017
- Copa Mundial de Fútbol Sub-20 de 2017
- Clasificación de UEFA para la Copa Mundial de Fútbol de 2018
- Copa Mundial de Fútbol Sub-20 de 2019
- Clasificación de UEFA para la Copa Mundial de Fútbol de 2022
- Fase final de la Liga de Naciones de la UEFA 2022-23

### Torneos de clubes
Ha arbitrado en los siguientes torneos de internacionales de clubes:
- Liga de Campeones de la UEFA
- Liga Europea de la UEFA
- Liga Europa Conferencia de la UEFA